# Бабічі (Слободський район)
Ба́бічі (рос. Бабичи) — присілок у складі Слободського району Кіровської області, Росія. Входить до складу Шиховського сільського поселення.
Населення становить 10 осіб (2010, 21 у 2002).
Національний склад станом на 2002 рік — росіяни 100 %.